# Апатеизам
Апатеизам (комбинација ријечи апатија и теизам/атеизам) који је још познат као прагматични атеизам или практични атеизам, приказивање је апатије или недостатка заинтересовања према вјеровању или невјеровању у божанство (или божанства).
Апатеиста је особа која није заинтересована да прихвати или негира било какве тврдње о постојању или непостојању богова. Апатеиста живи као да нема богова и објашњава природне феномене без указивања на божанства. Међутим, не одбацује се постојање богова, али је могуће да се наводи да је исто беспотребно или бескорисно; према овој тачки гледишта, божанства не пружају смисао животу нити утичу на свакодневницу.
Другим ријечима, апатеиста је особа која сматра да је питање да ли постоје божанства безначајно или небитно за њихов живот. Према истраживању из Онтарија о религијској толеранцији, неки апатеисти сматрају да се њихово понашање не би промијенило ако би се доказало да бог постоји, односно не постоји.

## Дефиниција
Практични атеизам се може појавити у неколико облика:
- Недостајање религијске мотивације—вјеровање у богове не мотивише моралне, религијске или било какве друге радње;
- Активно искључивање проблема богова и религије из потраге интелектуалности и практичних радњи;
- Равнодушност—недостатак интереса проблема богова и религије; или
- Несвјесност могућности концепта божанстава.[3]

### Метадолошки натурализам
Врста практичног атеизма која се ослања на научну заједницу је метадолошки натурализам—„шутљиво усвајање или претпоставка филозофског натурализма унутар научних метода без или са потпуним прихваћањем или вјеровањем у исте.”

### Апатетички агностицизам
Апатетички агностицизам сматра да није могуће утврдити постојање или непостојање једног или више божанстава, ма колико дебата да је вођено о овој теми, а чак и да је могуће утврдити (не)постојање, тог божанства није брига за судбином људи. Према томе, постојање божанстава има мало утицаја на свакодневницу људи, те је од малог теолошког значаја.